# Parona (geslacht)
Parona is een monotypisch geslacht van straalvinnige vissen uit de familie van horsmakrelen (Carangidae) en de orde van baarsachtigen (Perciformes).

## Soort
- Parona signata (Jenyns, 1841)